# Fondali Capo Cozzo - S. Irene
Fondali Capo Cozzo - S. Irene este o arie protejată (arie specială de conservare — SAC, sit de importanță comunitară — SCI) din Italia întinsă pe o suprafață de 1.058 ha, integral marine.

## Localizare
Centrul sitului Fondali Capo Cozzo - S. Irene este situat la coordonatele 38°43′26″N 15°58′41″E / 38.723889°N 15.978056°E.

## Înființare
Situl Fondali Capo Cozzo - S. Irene a fost declarat sit de importanță comunitară în septembrie 1995 pentru a proteja 2 specii de animale. Situl a fost protejat și ca arie specială de conservare în iunie 2017.

## Biodiversitate
Situată în ecoregiunea mediteraneană, aria protejată conține 3 habitate naturale: Bancuri de nisip acoperite în permanență slab de apă marină, Recifuri, Straturi cu Posidonia (Posidonion oceanicae).
La baza desemnării sitului se află mai multe specii protejate:
- mamifere (1): delfin mare (Tursiops truncatus)
- reptile (1): Caretta caretta

Pe lângă speciile protejate, pe teritoriul sitului au mai fost identificate 1 specie de mamifere.